# 咸安区
咸安区是中国湖北省咸宁市所辖的一个市辖区。总面积为1502平方公里，是咸宁市委、市政府駐地。常住人口为65.76万人。区人民政府驻浮山街道。

## 行政区划
咸安区下辖3个街道办事处、9个镇、1个乡：
温泉街道、浮山街道、永安街道、汀泗桥镇、向阳湖镇、官埠桥镇、横沟桥镇、贺胜桥镇、双溪桥镇、马桥镇、桂花镇、高桥镇、大幕乡、向阳湖奶牛良种场、咸宁市经济技术开发区和湖北咸安经济开发区。

## 人口
咸宁市第七次全国人口普查公报显示：咸安区常住人口为657590人，男性人口占比51.72%，女性人口占比48.28%，年龄结构中0-14岁占比20.62%，15-59岁占比63.78%，60岁以上占比15.6%，65岁以上占比11.08%。